# Королевские игры
Королевские игры — опера в 2-х частях в постановке московского театра Ленком по мотивам пьесы Максвелла Андерсона «1000 дней Анны Болейн». Премьера состоялась 12 октября 1995 года. Автор текста — Григорий Горин, постановка Марка Захарова. Спектакль идет 2 часа 40 минут с одним антрактом.

## В ролях
| Актёр                                                                 | Роль                              |
| --------------------------------------------------------------------- | --------------------------------- |
| Александр Лазарев, Семён Шкаликов                                     | Генрих VIII                       |
| Амалия Мордвинова, Анна Большова, Светлана Илюхина, Наталья Стукалина | Анна Болейн                       |
| Леонид Броневой, Иван Агапов                                          | герцог Норфолк                    |
| Иван Агапов, Юрий Колычёв                                             | Вулси                             |
| Павел Капитонов                                                       | Кромвель                          |
| Любовь Матюшина                                                       | Елизавета Болейн мать Анны и Мэри |
| Виктор Речман                                                         | Томас Болейн                      |
| Лена Старшинова                                                       | Елизавета I                       |

## Над спектаклем работали
- Автор текста: Григорий Горин
- Автор музыки: Шандор Каллош
- Постановка: Марк Захаров
- Режиссёр: Юрий Махаев
- Сценография и костюмы: Юрий Хариков
- Художник по свету: Сергей Мартынов
- Хормейстер: Ирина Мусаэлян
- Балетмейстер: Алексей Молостов

## Сюжет
В основе сюжета — история любви английского короля Генриха VIII и Анны Болейн, расчетливой, жестокой дочери королевского казначея — реальные исторические события, связанные с правлением Генриха VIII в Англии, вошедшего в историю в качестве кровавого диктатора и дерзкого распутника.
Перед выездом на охоту король Генрих VIII тайно клянется Анне, восемнадцатилетней фрейлине, что она получит корону, если согласится выйти за него замуж. Единственное препятствие их любви заключается в том, что король женат на Екатерине Арагонской, которая за долгие годы совместной жизни произвела на свет только дочь, в то время как королю был нужен наследник. Генрих VIII просит у Папы Римского разрешения на развод и хочет сделать королевой юную Анну Болейн. После отказа Папы король бросает вызов религии и объявляет себя главой английской церкви. «Моя безумная любовь к тебе зальет всю Англию кровавым океаном», — говорит король Анне. Но надеждам короля не суждено сбыться. Анна рожает мужу ещё одну дочь. Их брак длится не долго, всего 1000 дней. Затем Генрих обвиняет жену в прелюбодеянии и обезглавливает её. В конце спектакля на сцену выходит светловолосая девочка Елизавета, дочь Анны Болейн, и говорит: «Елизавета будет Первой».

## История спектакля
Драматург М. Андерсон в «1000 днях Анны Болейн» изложил знаменитые исторические факты в форме трагедии в стихах. Сценарист Г. Горин, режиссёр М. Захаров и композитор Ш. Каллош создали на основе пьесы оперу.
В 1996 году спектакль удостоен премии «Хрустальная Турандот» как лучший спектакль.